# قتاد صنوبري
القَتَاد الصنوبري (باللاتينية: Astragalus pinetorum) نوع نباتي عشبي من جنس القتاد.

## البيئة والانتشار
موطنه بلاد الشام وتركيا والقوقاز.